# Michelle Meldrum
Michelle Meldrum (* 28. September 1968 in Detroit, Michigan; † 21. Mai 2008 in Burbank, Kalifornien) war eine US-amerikanische Rock- und Metal-Gitarristin. Bekannt wurde sie durch ihre Mitgliedschaft in der Heavy-Metal-Band Phantom Blue. 

## Biografie
Michelle Meldrum wurde in eine Familie von Schauspielern und Musikern hineingeboren und begann schon früh ihre Musikkarriere. Mit 13 zog sie nach Los Angeles und gründete zusammen mit Gene Hoglan die Thrash-Metal-Band Wargod, die 1985 und 1986 je ein Demo aufnahmen. 
Nach dem Ende der Band gründete sie zusammen mit Gigi Hangach (Sängerin),  Nicole Couch (Gitarre), Debra Armstrong (Bass) und Linda McDonald (Schlagzeug) die Band Phantom Blue. Zunächst auf Roadrunner Records konnte die Band nach dem selbst betitelten Debütalbum einen Major-Deal auf Geffen Records erlangen. Das zweite Album Built to Perform (1993) konnte die Erwartungen nicht erfüllen. Nach diversen Line-up-Wechseln löste sich Phantom Blue 1994 auf. An der Reunion 1997 war Meldrum nicht mehr beteiligt.
Nach dem Ende der Band zog die Gitarristin nach Schweden und gründete dort die Band Meldrum. Loaded Metal Cannon, das Debütalbum, erschien 2001. Diverse Gastmusiker wie Brian Robertson, Marcel Jacob und ihr Ehemann John Norum beteiligten sich an dem Longplayer. Die Band tourte u. a. mit Motörhead, Black Label Society, Danzig, Sepultura und Nashville Pussy.
Das zweite Album Blowin’ Up the Machine erschien 2007; als Gäste waren unter anderem Gene Hoglan, der sich daraufhin der Band anschloss, und Lemmy Kilmister dabei. Ein drittes Album sollte 2008 entstehen.
Am 21. Mai 2008 verstarb Michelle Meldrum im St. Joseph’s Hospital in Burbank an den Folgen einer Zyste, die sich im Gehirn gebildet hatte. Sie hinterließ ihren Ehemann John Norum und den gemeinsamen Sohn Jake Thomas.